# Takagripopteryx nigra
Takagripopteryx nigra is een steenvlieg uit de familie Capniidae. De wetenschappelijke naam van de soort is voor het eerst geldig gepubliceerd in 1922 door Okamoto.